# Чемпіонат Європи з футболу 1988
Чемпіонат Європи з футболу 1988 був восьмим за ліком чемпіонатом Європи і проходив у ФРН. Відбувався турнір з 10 по 25 червня 1988 року.
У фінальній частині виступали вісім команд, з яких збірна ФРН отримала це право автоматично як господар змагань. У фіналі, у вирішальній грі зіграли команди Нідерландів та СРСР. Перемогу здобула команда Нідерландів із рахунком 2:0.
Срібний призер чемпіонату — збірна СРСР була сформована на базі київського Динамо. У складі радянської команди було 13 українських футболістів (11 з київського Динамо, один з дніпропетровського Дніпра — Іван Вишневський та один з московського «Спартака» — Віктор Пасулько) з яких 12 виходили на поле протягом турніру. Тренував збірну СРСР український тренер Валерій Лобановський. З цієї причини велика більшість українців вважають срібло європейського чемпіонату-88 успіхом українського футболу.
Після завершення року в опитуванні французького журналу «France Football» на визначення найкращого футболіста Європи 1988 та присудження Золотого м'яча перші чотири місця посіли учасники фінального матчу між Нідерландами та СРСР:  голландці Марко ван Бастен, Рууд Гулліт, Франк Рейкард та київський динамівець Олексій Михайличенко.

## Кваліфікація
Докладніше див. Чемпіонат Європи з футболу 1988 (кваліфікаційний раунд).

## Команди
Склади команд-учасниць див. Чемпіонат Європи з футболу 1988 (склади команд).

## Груповий етап

### Група A
|         |   |   |   |   |    |    |   |
| Команда | І | В | Н | П | МЗ | МП | О |
| ФРН     | 3 | 2 | 1 | 0 | 5  | 1  | 5 |
| Італія  | 3 | 2 | 1 | 0 | 4  | 1  | 5 |
| Іспанія | 3 | 1 | 0 | 2 | 3  | 5  | 2 |
| Данія   | 3 | 0 | 0 | 3 | 2  | 7  | 0 |
|         |   |   |   |   |    |    |   |

| Результати           |                    |        |           |         |
| Дата                 | Місце проведення   |        | Результат |         |
| 10 червня 1988 20:15 | Дюссельдорф        | ФРН    | 1:1       | Італія  |
| 11 червня 1988 15:30 | Ганновер           | Данія  | 2:3       | Іспанія |
| 14 червня 1988 17:15 | Гельзенкірхен      | ФРН    | 2:0       | Данія   |
| 14 червня 1988 20:15 | Франкфурт-на-Майні | Італія | 1:0       | Іспанія |
| 17 червня 1988 20:15 | Мюнхен             | ФРН    | 2:0       | Іспанія |
| 17 червня 1988 20:15 | Кельн              | Італія | 2:0       | Данія   |
|                      |                    |        |           |         |

### Група B
|            |   |   |   |   |    |    |   |
| Команда    | І | В | Н | П | МЗ | МП | О |
| СРСР       | 3 | 2 | 1 | 0 | 5  | 2  | 5 |
| Нідерланди | 3 | 2 | 0 | 1 | 4  | 2  | 4 |
| Ірландія   | 3 | 1 | 1 | 1 | 2  | 2  | 3 |
| Англія     | 3 | 0 | 0 | 3 | 2  | 7  | 0 |
|            |   |   |   |   |    |    |   |

| Результати           |                    |            |           |            |
| Дата                 | Місце проведення   |            | Результат |            |
| 12 червня 1988 15:30 | Штутгарт           | Англія     | 0:1       | Ірландія   |
| 12 червня 1988 20:15 | Кельн              | Нідерланди | 0:1       | СРСР       |
| 15 червня 1988 17:15 | Дюссельдорф        | Англія     | 1:3       | Нідерланди |
| 15 червня 1988 20:15 | Ганновер           | Ірландія   | 1:1       | СРСР       |
| 18 червня 1988 15:30 | Франкфурт-на-Майні | Англія     | 1:3       | СРСР       |
| 18 червня 1988 15:30 | Гельзенкірхен      | Ірландія   | 0:1       | Нідерланди |
|                      |                    |            |           |            |

## Плей-оф
| \| \| Півфінали \| Півфінали \| \| \| Фінал \| Фінал \| \| \| \| \| \| \| \| \| \| \| \| \| 21 червня 1988, 20:15, Гамбург \| \| \| \| \| \| \| \| \| ФРН \| 1 \| \| \| \| \| \| \| \| Нідерланди \| 2 \| \| \| \| \| \| \| \| \| \| \| \| \| \| \| \| \| \| \| \| \| 25 червня 1988, 15:30, Мюнхен \| \| \| \| \| \| \| \| \| Нідерланди \| 2 \| \| \| \| \| СРСР \| 0 \| \| \| \| \| \| \| \| \| \| \| \| \| \| \| \| \| \| \| \| \| \| \| \| \| \| \| \| \| \| \| \| \| \| 22 червня 1988, 20:15, Штутгарт \| \| \| \| \| \| \| \| \| Італія \| 0 \| \| \| \| \| \| \| \| СРСР \| 2 \| \| \| \| \| \| | Чемпіон Європи 1988 Нідерланди (вперше) |           |   |  |                               |       |  |
| | Півфінали                               | Півфінали |   |  | Фінал                         | Фінал |  |
| |                                         |           |   |  |                               |       |  |
| | 21 червня 1988, 20:15, Гамбург          |           |   |  |                               |       |  |
| | ФРН                                     | 1         |   |  |                               |       |  |
| | Нідерланди                              | 2         |   |  |                               |       |  |
| |                                         |           |   |  |                               |       |  |
| |                                         |           |   |  | 25 червня 1988, 15:30, Мюнхен |       |  |
| |                                         |           |   |  | Нідерланди                    | 2     |  |
| |                                         | СРСР      | 0 |  |                               |       |  |
| |                                         |           |   |  |                               |       |  |
| |                                         |           |   |  |                               |       |  |
| |                                         |           |   |  |                               |       |  |
| | 22 червня 1988, 20:15, Штутгарт         |           |   |  |                               |       |  |
| | Італія                                  | 0         |   |  |                               |       |  |
| | СРСР                                    | 2         |   |  |                               |       |  |

## Бомбардири
| 5 голів - Марко ван Бастен 2 голи - Руді Феллер - Олег Протасов 1 гол - Мікаель Лаудруп - Флемінг Поульсен - Тоні Адамс - Браян Робсон - Андреас Бреме - Юрген Клінсманн - Лотар Маттеус - Олаф Тон - Алессандро Альтобеллі - Луїджі Де Агостіні - Роберто Манчіні - Джанлука Віаллі | 1 гол (продовження) - Рууд Гулліт - Вім Кіфт - Роналд Куман - Рей Гафтон - Ронні Велан - Сергій Алейніков - Геннадій Літовченко - Олексій Михайличенко - Віктор Пасулько - Василь Рац - Еміліо Бутрагеньйо - Рафаель Гордільйо - Мічел |

### Найшвидший гол
Сергій Алейніков: третя хвилина в матчі Англія — СРСР.